# Liste von Persönlichkeiten der Stadt Děčín
Die Liste von Persönlichkeiten der Stadt Děčín enthält Personen, die in der Geschichte der Stadt Děčín (deutsch: Tetschen), von 1942 bis 1945 Tetschen-Bodenbach, dann kurzzeitig Děčín-Podmokly, eine nachhaltige Rolle gespielt haben. Es handelt sich dabei um Persönlichkeiten, die hier geboren sind oder hier gewirkt haben.

## Söhne und Töchter der Stadt

### Bis 1900
- Balthasar Resinarius (≈1483–1544), Komponist und Bischof von Leipa
- Wenzeslaus Graf von Thun und Hohenstein (1629–1673), Fürstbischof von Passau und Gurk
- Leopold Leonhard Raymund Graf von Thun und Hohenstein (1748–1826), Bischof von Passau
- Josef Kastan (1795–1861), österreichischer Baumeister, geboren in Weiher
- Friedrich Graf von Thun und Hohenstein (1810–1881), österreichischer Diplomat
- Leo Graf von Thun und Hohenstein (1811–1888) österreichischer Minister und Bildungsreformer
- Miroslav Tyrš (1832–1884), böhmischer Kunstkritiker, Kunsthistoriker und Mitbegründer der tschechischen Turnerbewegung Sokol
- Franz Fürst von Thun und Hohenstein (1847–1916), österreichischer Ministerpräsident
- Friedrich Kraus (1858–1936), österreichischer Arzt, Internist und Pathologe
- Max Kropf (1858–1940), österreichischer Architekt, geboren in Bodenbach
- Anna Hoffmann (1864 – n. 1930), deutsche Opernsängerin (Alt), geboren in Bodenbach
- Adolf Wilhelm (1864–1950), österreichischer Epigraphiker und klassischer Philologe
- Oskar Mey (1867–1942), deutscher Textilindustrieller
- Max Kulisch (1870–1946), österreichischer Rechtswissenschaftler und Verfassungsrichter
- Alfred Mansfeld (1870–1932), österreichisch-böhmischer Sanitätsoffizier, Forschungsreisender, Kolonialbeamter und ethnologischer Sammler
- Franz Rösler (1871–1946), deutscher Lehrer und Heimatschriftsteller
- Zdenka Faßbender (1879–1954), tschechisch-deutsche Sängerin (Sopran)
- Karl Holey (1879–1955), österreichischer Architekt und Denkmalpfleger
- Robert Tschakert (1882–1948), tschechoslowakischer Politiker deutscher Nationalität
- Rudolf Perthen (1884–1941), österreichischer Architekt, geboren in Bodenbach
- Johann Radon (1887–1956), österreichischer Mathematiker
- Max Boëtius (1889–1972), deutscher Chemiker und Hochschullehrer
- Adolf Schrötter (1892–?), tschechoslowakischer Jurist und deutscher Landrat
- Julius Arigi (1895–1981), Kampfpilot und Fliegerass der k.u.k. Luftfahrttruppen im Ersten Weltkrieg
- Karl Valentin Müller (1896–1963), deutscher Gewerkschafter, Soziologe, Sozialanthropologe und Hochschullehrer mit nationalsozialistischer Orientierung
- Hans von der Mosel (1898–1969), deutscher Offizier, zuletzt Generalmajor im Zweiten Weltkrieg
- Johanna Haarer (1900–1988), deutsche Autorin
- Helmut Preidel (1900–1980), Gymnasiallehrer, Archäologe, Historiker und Konservator[1]

### 20. Jahrhundert

#### 1901 bis 1940
- Ernst Kreische (1902–1944), sudetendeutscher Lehrer, Journalist, Schriftsteller und Funktionär der DSAP
- Maria Paudler (1903–1990), deutsche Schauspielerin
- Hanns Erich Köhler (1905–1983), deutscher Grafiker und Karikaturist
- Herbert Tietze (1909 – n. 1960), deutscher Jurist des NS-Regimes
- Kathrin Veits-Kick (1909–1997), Malerin, Grafikerin und Bildhauerin
- Doris Krüger (1913–1950), deutsche Schauspielerin, geboren in Altstadt
- Karlhans Göttlich (1914–1991), deutscher Moor- und Torflagerstättenforscher
- Heinz Lange (1914–1985), deutscher Politiker und Vertriebenenfunktionär
- Hans-Georg Münzberg (1916–2000), deutscher Ingenieur
- Ferdinand Thun (1921–2022), deutscher Diplomat
- Wolfgang Otto Kessler (1922–2020), Offizier, Generalmajor der Bundeswehr
- Jutta Koberg (* 1928), deutsche Hebamme und erste Geschäftsführerin des Bundes Deutscher Hebammen
- Hans Olaf Moser (1928–1982), deutscher Schauspieler
- Friedrich Prinz (1928–2003), deutscher Historiker
- Eva Erben (* 1930), Schriftstellerin und Holocaust-Überlebende
- Egon Klepsch (1930–2010), deutscher Politiker
- Gustav Hesse (1931–2001), Vizeadmiral der Nationalen Volksarmee der DDR
- Josef Holik (1931–2021), deutscher Diplomat
- Heinrich Hora (* 1931), deutsch-australischer Physiker, geboren in Bodenbach
- Manfred Porkert (1933–2015), deutscher Sinologe und Autor zum Thema Traditionelle Chinesische Medizin
- Walter Hoering (1933–2019), deutscher Wissenschaftstheoretiker
- Joachim John (1933–2018), deutscher Maler, Grafiker und Autor
- František Vršovský (1933–2022), tschechoslowakischer Kanute
- Helmut Goettl (1934–2011), deutscher gesellschaftskritischer Maler, Grafiker und Zeichner
- Wilhelm Füger (1936–2017), deutscher Anglist und Literaturwissenschaftler
- Wolfgang Jeschke (1936–2015), deutscher Herausgeber und SciFi-Autor
- Franz Viehmann (1939–2016), deutscher Schauspieler

#### 1941 bis 2000
- Sigrid Grabner (* 1942), deutsche Schriftstellerin
- Helmut Schühler (* 1942), deutscher Fußballspieler und Fußballfunktionär
- Frank Göhre (* 1943), deutscher Autor
- Wighard Härdtl (* 1943), deutscher Politiker (CDU) und Regierungsbeamter
- Christfried Präger (1943–2002), deutscher Bildhauer
- Wolfgang Neumann (* 1944), deutscher Kristallograph und Hochschullehrer
- Jiří Pták (* 1946), tschechoslowakischer Ruderer
- Jiří Bartoška (1947–2025), tschechischer Schauspieler
- Petr Hladík (* 1948), tschechoslowakischer Radrennfahrer und nationaler Meister im Radsport
- Jan Šebelka (* 1951), tschechischer Journalist und Schriftsteller
- Vladimír Borovička (* 1954), tschechischer Fußballspieler und -trainer
- Dana Chladek (* 1963), US-amerikanische Kanutin
- Veronika Meduna (* 1965), deutsch-neuseeländische Biologin, Hörfunkjournalistin und Schriftstellerin
- Patrik Majer (* 1971), deutscher Musikproduzent, Toningenieur und Musiker
- Aleš Pickar (* 1971), deutsch-tschechischer Autor, Musiker und Publizist
- Vladimír Šmicer (* 1973), tschechischer Fußballspieler
- Tomáš Kraus (* 1974), tschechischer Skisportler
- Barbora Milotová (* 1976), tschechische Schauspielerin und Fotografin
- Tomáš Čížek (* 1978), tschechischer Fußballspieler
- Petr Voříšek (* 1979), tschechischer Fußballspieler
- Zuzana Doležalová (* 1980), tschechische Snowboarderin
- Karolína Kurková (* 1984), tschechisches Supermodell und Schauspielerin
- Cameron Jackson (* 1986), tschechischer Pornodarsteller
- Lenka Antošová (* 1991), tschechische Ruderin
- Tereza Kožárová (* 1991), Fußballspielerin
- Karolína Stuchlá (* 1994), tschechische Tennisspielerin

## Personen mit Bezug zur Stadt
- Johann Wenzel Kosch (1718–1798), deutschböhmischer Baumeister und Architekt des Spätbarock im Dienst der Grafen von Thun-Hohenstein in Tetschen
- Ludwig Renger (1813–1905), deutsch-österreichischer Jurist und Mitglied der Frankfurter Nationalversammlung, starb hier
- Ludwig Eckardt (1827–1871), österreichischer Dichter und Schriftsteller, starb hier und wurde hier begraben
- Franz Mach (1845–1917), österreichischer Schriftsteller und Synodalrat der altkatholischen Kirche in Österreich, starb hier